# Колодяжний Арсентій Григорович
Арсентій (Арсеній) Григорович Колодяжний (нар. 1906 — пом. 1943) — радянський військовик часів Другої світової війни, командир відділення 78-го гвардійського стрілецького полку 25-ї гвардійської стрілецької дивізії (6-та армія), гвардії молодший сержант. Герой Радянського Союзу (1944).

## Життєпис
Народився 1906 року в селі Гонтарі, нині в межах Зміївського району Харківської області, в селянській родині. Українець. Закінчив сільську школу. Працював у колгоспі.
З початком німецько-радянської війни перебував на тимчасово окупованій території. У березні 1943 року призваний до лав РСЧА Зміївським РВК.
Навідник станкового кулемета 4-ї стрілецької роти 2-го стрілецького батальйону 78-го гвардійського стрілецького полку 25-ї гвардійської стрілецької дивізії гвардії червоноармієць А. Г. Колодяжний 10 вересня 1943 року, підтримуючи кулеметним вогнем наступ стрілецьких підрозділів на село Новоіванівка, знищив кулеметний розрахунок супротивника, розсіяв і частково знищив до взводу піхоти ворога.
Особливо відзначився під час битви за Дніпро. В ніч на 26 вересня 1943 року гвардії червоноармієць А. Г. Колодяжний у складі передового загону під командуванням гвардії старшого лейтенанта В. С. Зевахіна форсував річку Дніпро в районі села Військове Солонянського району Дніпропетровської області. Переправа проходила під щільним і безперервним артилерійсько-мінометним і кулеметним вогнем супротивника. Діставшись західного берега, гвардійці блискавичним кидком подолали простір та увірвалися в траншею супротивника. Після нетривалої жорсткої сутички ворог у паніці відступив. Захопивши висоту 130.8, А. Г. Колодяжний встановив на ній станковий кулемет. Протягом дня 26 вересня супротивник здійснив 5 контратак при підтримці танків і самохідних гармат. Гвардії червоноармієць А. Г. Колодяжний за цей час особисто знищив зі свого кулемета більше роти солдатів і офіцерів ворога.
Брав участь у боях за розширення плацдарму. 28 вересня 1943 року в одному з наступальних боїв був тяжко поранений. У жовтні 1943 року зник безвісти.

## Нагороди
Указом Президії Верховної Ради СРСР від 19 березня 1944 року «за зразкове виконання бойових завдань командування на фронті боротьби з німецькими загарбниками та виявлені при цьому відвагу і героїзм», гвардії червоноармійцеві Колодяжному Арсентію Григоровичу присвоєне звання Героя Радянського Союзу (посмертно).
Нагороджений орденами Леніна (19.03.1944), Червоного Прапора (01.10.1943), Червоної Зірки (20.09.1943).